# ضانا
ضانا (به عربی: ضانا) یک منطقهٔ مسکونی در اردن است که در استان طفیله واقع شده‌است. ضانا ۳۱ نفر جمعیت دارد.